# Andriej Kołotilin
Andriej Anatoljewicz Kołotilin (ros. Андрей Анатольевич Колотилин; ur. 21 stycznia 1974 w Taszkencie) – rosyjski szpadzista, brązowy medalista mistrzostw świata.
Podczas mistrzostw świata w La Chaux-de-Fonds w 1998 roku Rosjanie w składzie: Pawieł Kołobkow, Aleksandr Jeleckich, Andriej Kołotilin i Walerij Zachariewicz zdobyli brązowy medal w zawodach drużynowych. Był też między innymi siódmy w tej samej konkurencji na mistrzostwach świata w Kapsztadzie w 1997 roku.
Ponadto zdobył drużynowo brązowy medal na mistrzostwach Europy w Płowdiwie w 1998 roku. 
Nigdy nie wziął udziału w igrzyskach olimpijskich.